# Tomopterus basimaculatus
Tomopterus basimaculatus là một loài bọ cánh cứng trong họ Cerambycidae.